# Det ka' jo aldrig gå værre end hiel gal
Det ka' jo aldrig gå værre end hiel gal det tredje studiealbum fra  den jyske musikgruppe De Nattergale. Sangen "Kaj's historie" blev udsendt på single i 1989. Albummet nåede #10 på Tjeklistens Album Top 20 og var på listen i sammenlagt 13 uger.

## Trackliste
1. "Han spurgt' om hun vill' dans"
2. "Mi' kære gamle barndomshjem"
3. "Sku' vi ikke sammen…?" ("Slowboat to China")
4. "Laver I så sjel a mad?"
5. "Det ku' du fandme godt ha' sagt"
6. "Roder du lidt mæ' rytmeboksen"
7. "Og mi' navn er Knud"
8. "Det går slet æt"
9. "Det gik hiel gal"
10. "Delidedo"
11. "Hvor ska' vi placere Domingo"
12. "Kaj's historie"

## Medvirkende
- Viggo Sommer – vokal, bas
- Carsten Knudsen – vokal, guitar, trommer
- Uffe Rørbæk Madsen – vokal, klaver, trommer